# آشیتاکا ۶۹۶۱
سیارک ۶۹۶۱ (به انگلیسی: 6961 Ashitaka، نامگذاری:1989KA) شش هزار و نهصد و شصت و یکمین سیارک کشف شده‌است که در ۲۶ مه ۱۹۸۹ کشف شد.
قدر مطلق سیارک برابر ۱۳٫۴۰ است.